# Jan II. Gryfita
Jan Gryfita (též Johann, Janislaus, Janik; † mezi lety 1168 a 1177) byl devátý biskup vratislavský a následně arcibiskup hnězdenský. Příjmení Gryfita mu bylo přisouzeno později, neboť pochází z rodu, kterému byl ve 13. století udělen erb se znakem gryfa.

## Život
Biskup Jan pocházel ze šlechtické rodiny z okolí Sandoměře. Byl synem Klementa z Březnice, jednoho ze zakladatelů rodu nazývaného později Gryfitové. Spolu se svým bratrem Klementem založil roku 1140 cisterciácké opatství v Jędrzejówě u Krakova, první cisterciácký klášter v Polsku. Stal se proboštem vratislavské katedrální kapituly i kanovníkem kapitul v Hnězdně a Krakově. Roku 1146 byl zvolen vratislavským biskupem.
Spolu s mocným palatinem (a štědrým fundátorem církve) Petrem Wlostovicem (též Wlost/Wlast, † 1153), možná svým příbuzným, podporoval ve vzájemných bojích synů polského knížete Boleslava III. Křivoústého jeho mladší syny – možná byl dokonce původně kancléřem Boleslava IV. Kadeřavého – proti nejstaršímu Vladislavu II. Vyhnanci. Ten nechal Petra Wlostovice oslepit a odebral mu všechny statky. Biskup se s Vladislavem smířil na konci roku 1146, nadále však s palatinem spolupracoval, například ve vztahu ke klášteru v Olbině. Při vratislavské katedrále zřídil biskup Jan II. školu pro budoucí duchovní.
Roku 1149 biskup Jan povýšil na arcibiskupa hnězdenského, po smrti arcibiskupa Jakuba I. ze Žniny. V této funkci zakládal mnoho kolegiátních kapitul (například kapitulu svatého Petra v Kališi), 21. května 1161 vysvětil nový kostel kolegiátní kapituly v Tumu (Lodžské vojvodství). Patrně za jeho episkopátu byla pro hnězdenskou katedrálu Nanebevzetí Panny Marie vyhotovena vzácná památka – takzvané Hnězdenské dveře, bronzové dveře s cyklem reliéfů znázorňujících epizody ze života svatého Vojtěcha.
Velká pečeť arcibiskupa Jana s nápisem archiepiscopus Polonie z dokumentu vystaveného roku 1153 pro cisterciácké opatství v Łekně (severně od Poznaně) je nejstarší zachovanou biskupskou pečetí v Polsku.
V kronice polského kronikáře Vincenta Kadlubka vystupuje Jan jako jeden z komentátorů polských dějin až do roku 1173.
Roku 1160 Jan spolu s Boleslavem IV. Kadeřavým uznal za hlavu církve vzdoropapeže Viktora IV. Oktaviána.
Naposledy je zmiňován na konci roku 1167, kdy se účastnil synody v Jędrzejówě; dále zachycují nekrologia jen denní datum jeho smrti, totiž 11. březen (nekrologium lubinské) nebo 12. březen (nekrologium opatství svatého Vincence ve Vratislavi). Jeho nástupce na hnězdenském stolci, Zdislav I., je doložen až 26. dubna 1177. Hrob arcibiskupa Jana se nachází v hnězdenské katedrále.